# Giuseppe Oristanio
Giuseppe Oristanio (São Paulo, 15 de outubro de 1958) é um ator brasileiro.

## Carreira
Em 1973, aos 14 anos, Giuseppe abandonou o emprego em uma fábrica de botas para viver Pedrinho na montagem de Sítio do Picapau Amarelo durante três anos. Em 1979, após diversas peças, foi apresentado ao diretor Walter Avancini, que o convidou para realizar um testes para a novela Como Salvar Meu Casamento, da TV Tupi, no qual foi aprovado para o personagem Marinho. Com a falência da Tupi, a novela foi cancelada faltando 20 capítulos para o fim. Em 1980 esteve em um episódio do teleteatro Cabaret Literário, da TV Cultura, interpretando Guilherme de Almeida. No mesmo ano assinou com a Band para integrar o elenco de Um Homem muito Especial, a continuação da novela Drácula, Uma História de Amor, cujo foi cancelada pela Tupi com apenas 4 capítulos em sua falência. 
Nos anos seguintes emendou uma sequência de trabalhos na emissora em Os Adolescentes, Os Imigrantes, Ninho da Serpente e Sabor de Mel. Em 1985 interpretou Rodrigo em Jogo do Amor, no SBT, e logo depois viveu um dos papeis centrais de Vida Nova, na Rede Globo. Em 1989 assinou com a Rede Manchete e interpretou os antagonistas principais de Kananga do Japão e A História de Ana Raio e Zé Trovão. Ainda na Rede Manchete, Giuseppe também participou da novela Pantanal em 1990, interpretando o personagem paraquedista. 
Nos anos seguintes trabalhou em Fera Ferida (1993) e Irmãos Coragem (1995), da Rede Globo, Colégio Brasil (1996) e Dona Anja (1996), do SBT e Serras Azuis (1998), da Band. Entre 1998 e 1999 protagonizou a minissérie A História de Ester e a telenovela policial Tiro e Queda, ambas na Record. Entre 2000 e 2003 ganhou destaque como o professor Afonso no seriado Malhação, permanecendo por quatro temporadas. Em 2005 participou da telenovela A Lua Me Disse e, no ano seguinte, co-protagonizou Cristal, no SBT. Giuseppe também atuou em vários espetáculos teatrais de sucesso, como Qualquer gato vira-lata tem uma vida sexual mais sadia do que a nossa, de Juca de Oliveira, e Maracutaias, de Miguel Falabella, dentre muitas outras. 
Em 2007 assinou contrato com a RecordTV, onde estreou como protagonista de Luz do Sol e na sequência emendou diversos trabalhos, como Chamas da Vida, A História de Ester, Ribeirão do Tempo, Fora de Controle, Máscaras, Dona Xepa, Plano Alto, Os Dez Mandamentos, Belaventura, Jesus e Gênesis.

## Vida pessoal
É filho de imigrantes italianos radicados na zona sul de São Paulo. Em 1988 se casou com a empresária Silvana Campos, com quem teve três filhos – a produtora Barbara (1990), a atriz Júlia (1992) e o lutador de kickboxing Vítor (1994). Teve também em 1996 o filho Gabriel.

## Filmografia

### Televisão
| Ano     | Título                             | Personagem                         | Nota                                     | Emissora          |
| ------- | ---------------------------------- | ---------------------------------- | ---------------------------------------- | ----------------- |
| 1979    | Como Salvar Meu Casamento          | Marinho                            |                                          | Rede Tupi         |
| 1980    | Um Homem muito Especial            | Rômulo                             |                                          | Rede Bandeirantes |
| 1981    | Os Adolescentes                    | Leonardo                           | Episódio: "27 de abril"                  | Rede Bandeirantes |
| 1981    | Os Imigrantes                      | Diógenes                           |                                          | Rede Bandeirantes |
| 1982    | Ninho da Serpente                  | André                              |                                          | Rede Bandeirantes |
| 1983    | Sabor de Mel                       | Paulo                              |                                          | Rede Bandeirantes |
| 1985    | Jogo do Amor                       | Rodrigo                            |                                          | SBT               |
| 1988    | Vida Nova                          | Bruno                              |                                          | TV Globo          |
| 1989    | Os Trapalhões                      | Participação                       | Episódio: "600"                          | TV Globo          |
| 1989    | Kananga do Japão                   | Danilo                             |                                          | Rede Manchete     |
| 1990    | O Canto das Sereias                | Telêmaco                           |                                          | Rede Manchete     |
| 1990    | Mãe de Santo                       | Antônio                            |                                          | Rede Manchete     |
| 1991    | A História de Ana Raio e Zé Trovão | João Riso                          |                                          | Rede Manchete     |
| 1991    | Fronteiras do Desconhecido         | Fausto                             | Episódio: "A Casa do Penhasco"           | Rede Manchete     |
| 1993    | Fera Ferida                        | Maxwell Antenor                    |                                          | TV Globo          |
| 1995    | Irmãos Coragem                     | Promotor Rodrigo César             |                                          | TV Globo          |
| 1996    | Colégio Brasil                     | Lancelotti                         |                                          | SBT               |
| 1996    | Dona Anja                          | Vereador Pedro Caçapava (Pedrinho) |                                          | SBT               |
| 1998    | A História de Ester                | Rei Assuero                        |                                          | Record            |
| 1998    | Teleteatro                         | Milton Lopes                       | Episódio: "O Homem que Comprou a Morte"  | SBT               |
| 1998    | Serras Azuis                       | Olímpio Serpa                      |                                          | Rede Bandeirantes |
| 1999    | Tiro e Queda                       | José Manuel Cordeiro (Neco)        |                                          | Record            |
| 1999    | Você Decide                        | Nórberto                           | Episódio: "La Mamma"                     | TV Globo          |
| 2000    | Você Decide                        | Ribeiro                            | Episódio: "Golpe de Mestre"              | TV Globo          |
| 2000–03 | Malhação                           | Afonso Malta                       | Temporadas 7–10                          | TV Globo          |
| 2004    | A Diarista                         | Marlon                             | Episódio: "Separações"                   | TV Globo          |
| 2004    | Da Cor do Pecado                   | Sérgio Nascimento                  | Episódio: "26 de junho"                  | TV Globo          |
| 2005    | A Lua Me Disse                     | Armando Sá Marques                 |                                          | TV Globo          |
| 2006    | Cristal                            | Alex Ascânio                       |                                          | SBT               |
| 2007    | Luz do Sol                         | Frederico Diniz (Freddy)           |                                          | Record            |
| 2008    | Chamas da Vida                     | Roberto Cardoso de Oliveira        |                                          | Record            |
| 2010    | A História de Ester                | Joel                               |                                          | Record            |
| 2010    | Ribeirão do Tempo                  | Bruno Fernandes                    |                                          | Record            |
| 2012    | Fora de Controle                   | Delegado Antônio                   | Episódio: "8 de maio"                    | Record            |
| 2012    | Máscaras                           | Pulga                              |                                          | Record            |
| 2013    | Dona Xepa                          | Deputado Feliciano Castro e Barros |                                          | Record            |
| 2013    | O Amor e a Morte                   | Becker                             | Especial de fim de ano                   | Record            |
| 2014    | Milagres de Jesus                  | Dâmaso                             | Episódio: "A Cura do Servo do Centurião" | Record            |
| 2014    | Plano Alto                         | Traçado                            |                                          | Record            |
| 2015    | Os Dez Mandamentos                 | Paser                              |                                          | Record            |
| 2017    | Belaventura                        | Cedric Cadis, Marquês de Burgos    |                                          | Record            |
| 2018    | Jesus                              | José de Arimateia                  |                                          | Record            |
| 2019    | O Figurante                        | Lupício                            | Especial de fim de ano                   | Record            |
| 2020    | Detetives do Prédio Azul           | Inspetor Douglas / Homero Hunter   | Episódio: "Inspetor Douglas"             | Gloob             |
| 2021    | Gênesis                            | Gômer                              | Fase: Torre de Babel                     | Record            |
| 2023    | Fuzuê                              | Moacir                             | Episódios: "07–08 de novembro"           | TV Globo          |
| 2024    | A Rainha da Pérsia                 | Harbona                            |                                          | Record            |
| 2025    | A Vida de Jó                       | Jacó                               |                                          | Record            |

### Cinema
| Ano  | Título               | Personagem           |
| ---- | -------------------- | -------------------- |
| 1996 | Il Barbiere di Rio   | Rocco                |
| 2000 | Beleza Pura          | Rico                 |
| 2012 | Os Monarcas: A Lenda | Turibio Correa       |
| 2016 | Os Dez Mandamentos   | Paser                |
| 2024 | Meninas Não Choram   | Dr. "Bigode" Freitas |